# 宫殿酥条

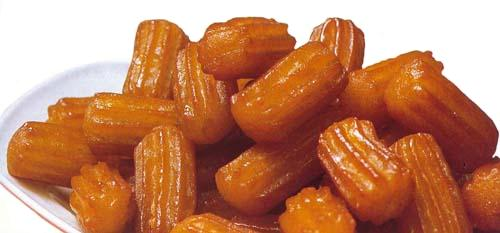
宮殿酥條

宮殿酥條是源自土耳其的一種油炸甜點，由未發酵的麵團塊油炸而成，在仍然熱的時候淋上甜糖漿。起源於鄂圖曼帝國，是齋戒月的開齋飯經常享用的特別甜食。除土耳其外，克羅地亞、希臘、波斯尼亞、北馬其頓、保加利亞、塞爾維亞和阿爾巴尼亞也會食用。